# Kälberkröpfe
Die Pflanzengattung Kälberkröpfe (Chaerophyllum) gehört zur Familie der Doldenblütler (Apiaceae). Die etwa 40 Arten sind auf der Nordhalbkugel verbreitet.

## Beschreibung

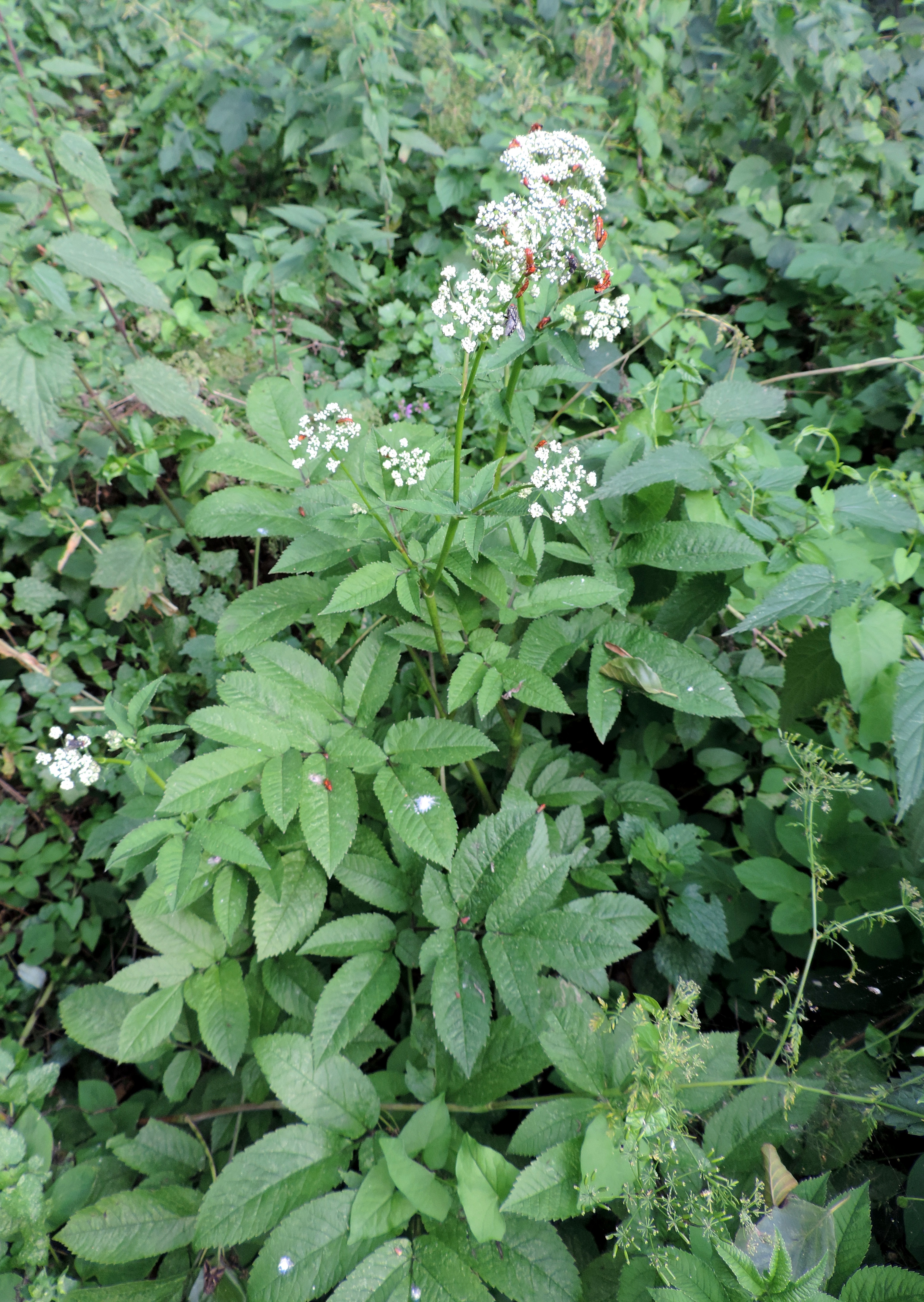
Gewürz-Kälberkropf (Chaerophyllum aromaticum)

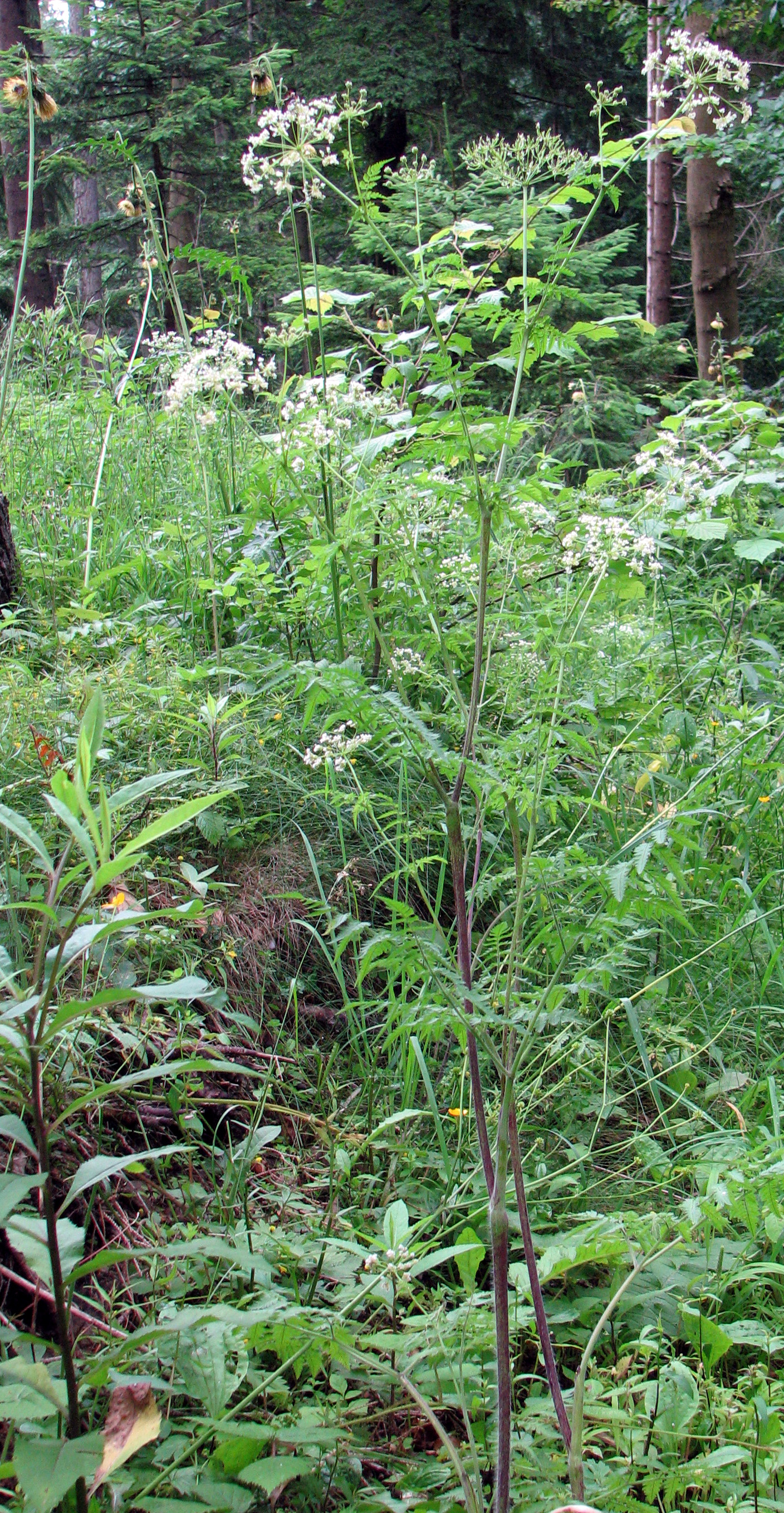
Gold-Kälberkropf (Chaerophyllum aureum)

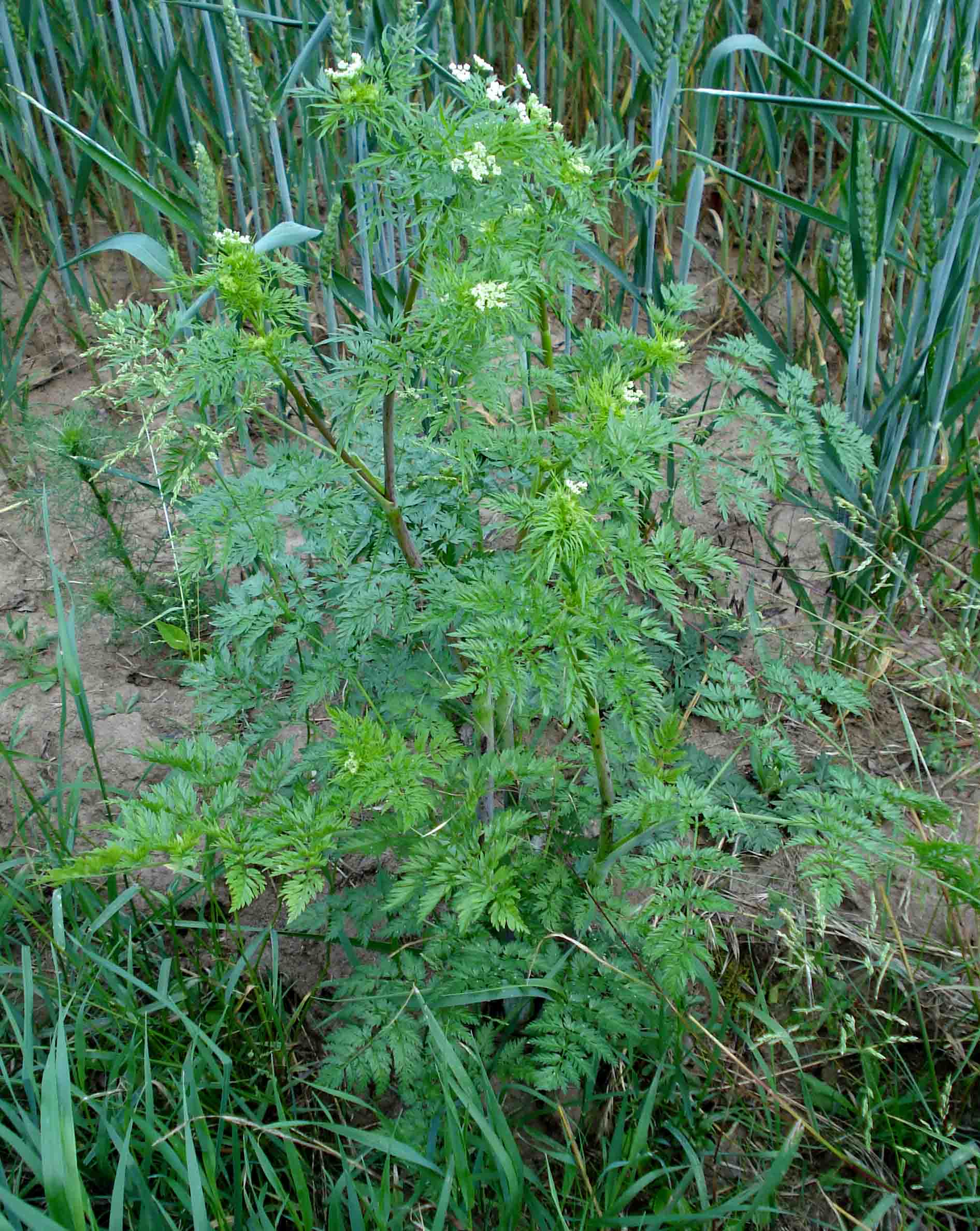
Knolliger Kälberkropf (Chaerophyllum bulbosum)

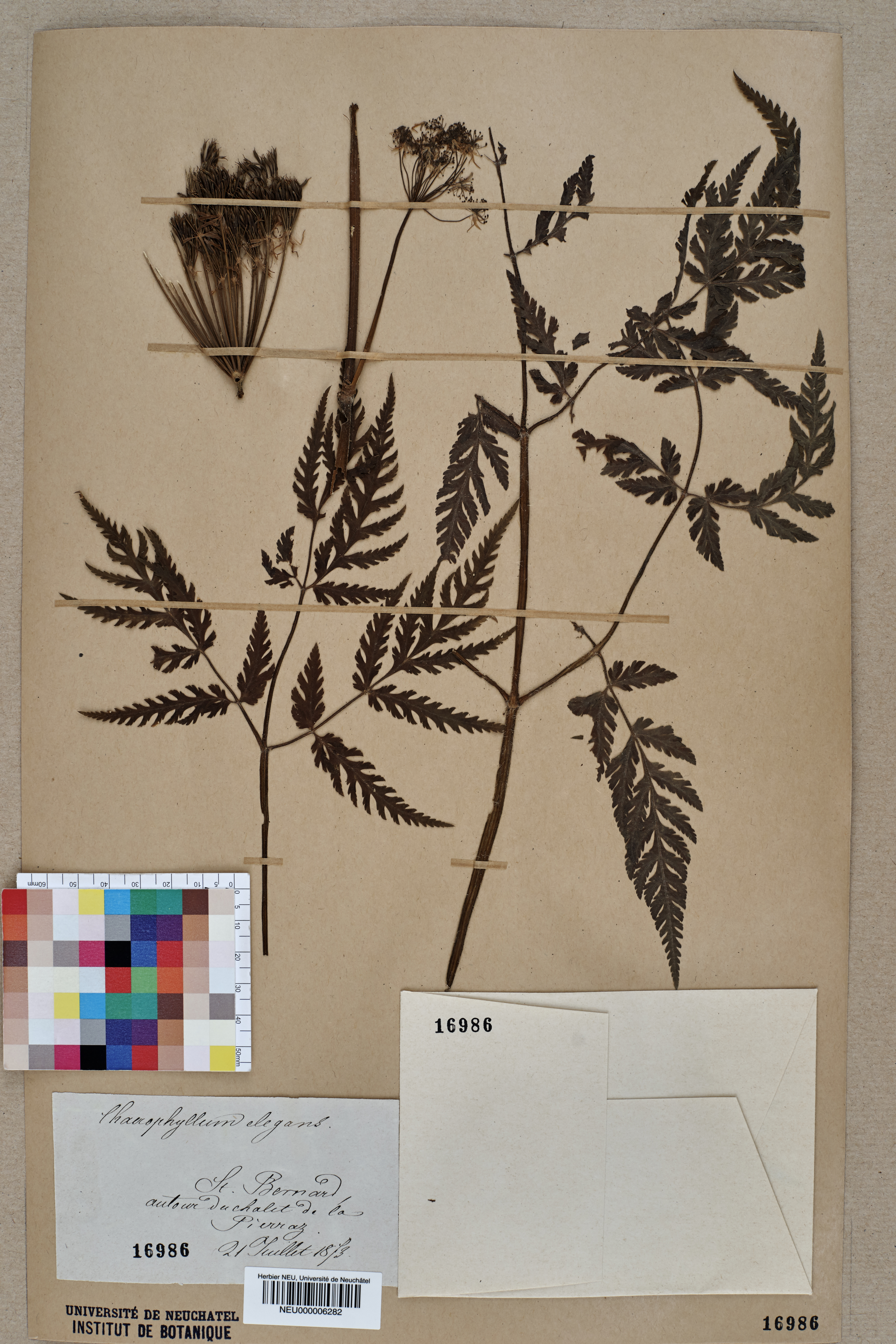
Herbarexemplar des Schön-Kälberkropf oder Zierlichen Kälberkropfs (Chaerophyllum elegans)

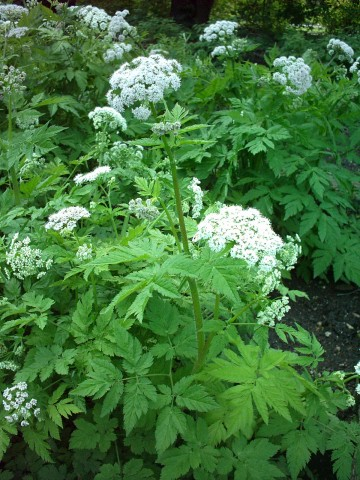
Behaarter Kälberkropf (Chaerophyllum hirsutum)

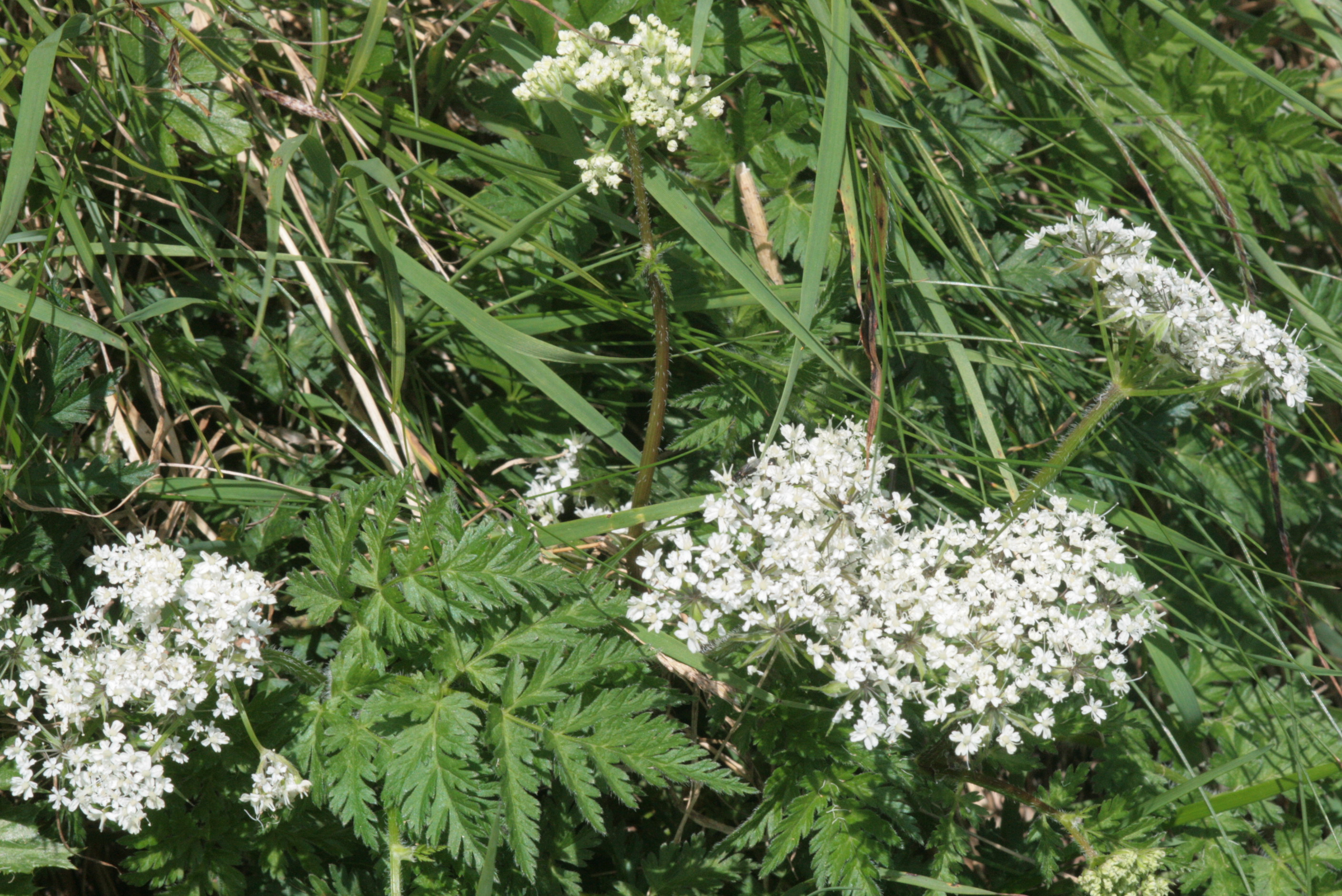
Alpen-Kälberkropf (Chaerophyllum villarsii)

### Vegetative Merkmale
Kälberkropf-Arten sind einjährige, mehrjährige oder ausdauernde, krautige Pflanzen. Die Wurzeln sind spindelförmig oder knollig verdickt. Die oberirdischen Pflanzenteile sind behaart. Die aufrechten Stängel sind verzweigt und unter den Nodien meist etwas angeschwollen. Die Laubblätter sind in Blattstiel mit Blattscheide und Blattspreite gegliedert. Die Blattspreiten sind zwei- oder dreifach gefiedert.

### Generative Merkmale
Die end- und seitenständigen, doppeldoldigen Blütenstände sind aus Döldchen zusammengesetzt. Hüllen fehlen oder sind wenigblättrig. Bei den Döldchen besitzen die Hüllchen mehrere Blättchen.
Die meist zwittrigen Blüten sind fünfzählig. Kelchzähne fehlen. Die weißen bis blass-rosafarbenen, hell-purpurfarbenen, selten hell-gelben Kronblätter sind verkehrt-eiförmig-kreisförmig oder verkehrt-herzförmig mit tief ausgerandetem, nach innen gekrümmten oberen Ende und mit einem eingeschlagenen Läppchen versehen. Das Griffelpolster ist kegelförmig bis abgeflacht. Der Griffel ist kürzer als das Stylopodium. Die Griffel sind fädlich und fast aufrecht bis zurückgebogen.
Die kahlen Doppelachänen sind schmal-oval bis länglich, linealisch-länglich, seitlich abgeflacht und nur schwach geschnäbelt. Die Teilfrüchte sind im Querschnitt rundlich bis halbkreisförmig oder stumpf fünfeckig und erst zur Reifezeit mit fünf vorspringenden Hauptrippen. Das Karpophor ist einfach oder am oberen Ende zweiteilig.

## Ökologie
Kälberkropf-Arten werden durch Insekten bestäubt (Entomophilie).
Die Ausbreitung der Diasporen erfolgt als Klettfrüchte.

## Systematik und Verbreitung
Die Gattung Chaerophyllum wurde 1753 durch Carl von Linné in Species Plantarum, Tomus I, Seite 258 aufgestellt. Die Typusart ist Chaerophyllum temulum L. Der botanische Gattungsname Chaerophyllum leitet sich aus den Griechischen Wörtern chairein für „sich freuen“ sowie phyllon für Blatt ab. Synonyme für Chaerophyllum L. sind: Chrysophae Koso-Pol., Golenkinianthe Koso-Pol., Physocaulis (DC.) Tausch und Myrrhoides Fabr.
Die Gattung Chaerophyllum gehört zum Subtribus Scandicinae des Tribus Scandiceae in der Unterfamilie Apioideae innerhalb der Familie der Apiaceae.
Die Gattung Chaerophyllum wird seit Spalik et al. 2001 und bestätigt durch Piwczyński et al. 2015 in die vier Sektionen Chaerophyllum, Dasypetalon, Physocaulis sowie Chrysocarpum gegliedert.
- Chaerophyllum sect. Chaerophyllum: Sie enthält etwa drei monokarpe Arten.[7]
- Chaerophyllum sect. Dasypetalon Neilr.: Es sind ausdauernde Arten.[7]
- Chaerophyllum sect. Physocaulis DC.: Sie enthält nur die Art Chaerophyllum nodosum (L.) Crantz.[7]
- Chaerophyllum sect. Chrysocarpum Spalik & S.R.Downie: Sie wurde 2001 aufgestellt und enthält etwa 15 Arten.[7]

Kälberkropf-Arten kommen fast alle in Eurasien und Nordafrika, nur zwei Arten kommen in Nordamerika vor. In China gibt es zwei Arten.
Die Gattung Chaerophyllum enthält 34 bis 40 Arten:
- Chaerophyllum acuminatum Lindl.: Sie kommt in der Himalayaregion mit den Staaten Pakistan, Indien und Nepal vor.[8]
- Chaerophyllum aksekiense A.Duran & H.Duman: Sie kommt nur in der Türkei vor.[5]
- Chaerophyllum angelicifolium M.Bieb. (Syn.: Chaerophyllum lasiolaenum Boiss. & Balansa ex Boiss., Chaerophyllum orthostylum Trautv., Chaerophyllum silvicola Lipsky): Die Heimat liegt in der Türkei und Georgien.[5]
- Gewürz-Kälberkropf, auch Aromatischer Kälberkropf (Chaerophyllum aromaticum L.): Er ist in Mitteleuropa, in Südosteuropa und im europäische Teil Russlands verbreitet.[5]
- Chaerophyllum astrantiae Boiss. & Balansa: Die Heimat liegt in der Türkei und in Georgien.[5]
- Chaerophyllum atlanticum Batt.: Sie kommt nur Marokko vor.[5]
- Chaerophyllum aurantiacum Post: Sie kommt nur im Libanon[5] und Syrien vor.
- Gold-Kälberkropf, auch Goldfrüchtiger Kälberkropf (Chaerophyllum aureum L.): Er ist von West- über Mittel- sowie Süd- bis Ost- und Südosteuropa,[5] auf der Krim und vom Kaukasusraum bis in den Iran verbreitet.
- Azoreanischer Kälberkropf (Chaerophyllum azoricum Trel.): Er ist auf den Azoren endemisch.[5]
- Chaerophyllum borodinii Albov: Sie kommt nur in Georgien vor.[5]
- Knolliger Kälberkropf, auch Rüben-Kälberkropf, Knollenkerbel oder Erdkastanie (Chaerophyllum bulbosum L., Syn.: Chaerophyllum bobrovii Schischk., Chaerophyllum bulbosum subsp. bobrovii (Schischk.) Soó, Chaerophyllum caucasicum (Fisch. ex Hoffm.) Schischk., Chaerophyllum bulbosum var. caucasicum, Chaerophyllum laevigatum Vis., Chaerophyllum verticillatum Pers.): Er ist in Mitteleuropa, vereinzelt in Skandinavien, Osteuropa, Südosteuropa und die Türkei[5] sowie in Westsibirien verbreitet.
- Chaerophyllum byzantinum Boiss. (Syn.: Chaerophyllum angelicifolium DC., Chaerophyllum orientale Willd.ex Boiss): Die Heimat liegt in Bulgarien und der Türkei.[5]
- Chaerophyllum coloratum L.: Die Heimat liegt im südöstlichen Europa mit Serbien, Kroatien, Bosnien und Herzegowina, Montenegro und Albanien.[5]
- Chaerophyllum confusum Woronow: Dieser Endemit kommt nur in Georgien vor.[5]
- Chaerophyllum creticum Boiss. & Heldr. (Syn.: Chrysophae cretica Koso-Pol., Grammosciadium creticum Calest.): Sie kommt nur in der Kreta-Region.[5]
- Chaerophyllum crinitum Boiss. (Syn.: Chaerophyllum freynii M.Hiroe, Chaerophyllum gracile Freyn, nom. illegit., Chaerophyllum pauciradiatum Rech. f.): Die Heimat ist Westasien mit der Türkei sowie Aserbaidschan und Armenien in der Kaukasusregion.[5]
- Schön-Kälberkropf oder Zierlicher Kälberkropf (Chaerophyllum elegans Gaudin, Syn.: Chaerophyllum hirsutum subsp. elegans (Gaudin) Ces.): Er kommt in den Westalpen in der Schweiz, Frankreich und Italien vor.[9][5]
- Chaerophyllum hakkiaricum Hedge & Lamond: Sie kommt nur in der Türkei.[5]
- Chaerophyllum heldreichii Boiss. (Syn.: Grammosciadium heldreichii Calest.): Sie kommt nur in Albanien sowie Griechenland vor.[5]
- Behaarter Kälberkropf, auch Rauhaariger Kälberkropf (Chaerophyllum hirsutum L.): Die etwa zwei Unterarten kommen in den Pyrenäen, im Apennin, in den Alpen, im Balkangebirge sowie in den Karpaten und in zentraleuropäischen Mittelgebirgen vor.
- Chaerophyllum humile M.Bieb.: Die Heimat liegt in Aserbaidschan, Armenien, Georgien und in russischen Kaukasusrepubliken.[5]
- Chaerophyllum karsianum Kit Tan & Ocakv.: Sie kommt nur in der Türkei vor.[5]
- Chaerophyllum khorossanicum Czerniak. ex Schischk.: Die Heimat ist der Iran und transkaspische Regionen.
- Chaerophyllum kiapazi Woronowex Schischk.: Die Heimat liegt in der Kaukasusregion.
- Chaerophyllum leucolaeum Boiss.: Sie kommt nur in der Türkei vor.[5]
- Chaerophyllum libanoticum Boiss. & Kotschy: Das Verbreitungsgebiet liegt im Libanon, in Syrien und in der Türkei.[5]
- Chaerophyllum macropodum Boiss.: Die Heimat liegt in der Türkei und im Iran.
- Chaerophyllum macrospermum (Spreng.) Fisch.& C.A.Mey. (Syn.: Scandix macrospermum Spreng.): Die Heimat liegt im Libanon, der Türkei und in Aserbaidschan.[5]
- Chaerophyllum meyeri Boiss. & Buhse (Syn.: Chaerophyllum angelicifolium C.A.Mey. nom. illegitim): Die Heimat ist Aserbaidschan.[5]
- Chaerophyllum nivale Hedge & Lamond: Sie kommt nur im Iran vor.
- Blasenstängel (Chaerophyllum nodosum (L.) Crantz, Syn.: Scandix nodosa L., Myrrhoides nodosa (L.) Cannon, Physocaulis nodosus (L.) W.D.J.Koch): Die Verbreitung erstreckt sich über den Mittelmeerraum, Vorderasien und Südosteuropa.[5]
- Chaerophyllum oligocarpum Post ex Boiss.: Sie kommt nur in Syrien vor.
- Chaerophyllum posofianum Erik & Demirkus: Sie kommt nur in der Türkei vor.[5]
- Chaerophyllum prescottii DC. (Syn.: Anthriscus prescottii (DC.) Veesenm.; wird manchmal als Unterart des Knolligen Kälberkropf (Chaerophyllum bulbosum L. subsp. prescottii (DC.) Nyman) behandelt): Die Verbreitung erstreckt sich vom südöstlichen Europa über die kaukasische Region, Zentralasien und Sibirien bis in den Westen des westchinesischen Autonomen Gebiets Xinjiang.
- Chaerophyllum procumbens (L.) Crantz (Syn.: Chaerophyllum articulatum Boscex DC., Chaerophyllum bifidum Willd. ex DC., Chaerophyllum boscii Steud., Scandix procumbens L.): Die Heimat liegt in den östlichen Bundesstaaten der USA.[4]
- Chaerophyllum reflexum Lindl. (Syn.: Chaerophyllum cachemiricum C.B.Clarke, manchmal als Synonym für Chaerophyllum villosum): Das Verbreitungsgebiet erstreckt sich von Afghanistan und Pakistan über die Himalayaregionen bis nach Tibet und Yunnan.[8]
- Chaerophyllum roseum M.Bieb. (Syn.: Chaerophyllum brachycarpum M.Bieb. ex Hoffm., Chaerophyllum millefolium DC., Chaerophyllum tenuifolium Steven): Sie kommt in der Türkei, Armenien, Georgien, Aserbaidschan und im Kaukasusraum vor.[5]
- Chaerophyllum rubellum Albov: Die Heimat ist Georgien und die russische Kaukasusregion.[5]
- Chaerophyllum syriacum Boiss.: Sie kommt nur im Libanon vor.[5]
- Chaerophyllum tainturieri Hook. (Syn.: Chaerophyllum dasycarpum (Hook. ex S.Watson) Nutt., Chaerophyllum daucophyllum Nutt., Chaerophyllum floridanum (J.M.Coult. & Rose) Bush, Chaerophyllum texanum J.M.Coult. & Rose): Sie ist in den zentralen bis östlichen US-Bundesstaaten verbreitet.[4]
- Hecken-Kälberkropf, auch Taumel-Kälberkropf (Chaerophyllum temulum L.): Er ist in Europa, im nordwestlichen Afrika, in der nördlichen Türkei und in der nördlichen Kaukasusregion verbreitet.[5]
- Alpen-Kälberkropf (Chaerophyllum villarsii W.D.J.Koch, Syn.: Chaerophyllum hirsutum subsp. villarsii (W.D.J.Koch) Arcang.): Er kommt in Mittel- und Südeuropa vor.[5]
- Chaerophyllum villosum Wall. ex DC. (Syn.: Anthriscus boissieui H.Lév., Chaerophyllum reflexum Aitch.): Die Verbreitung erstreckt sich von Afghanistan und Pakistan über indische Himalayaregionen bis Bhutan.[8]

Früher unter dieser Gattung geführte Arten:
- Wild-Kälberkropf = Wiesenkerbel (Anthriscus sylvestris (L.) Hoffm., Syn.: Chaerophyllum sylvestre L.)

Seit Spalik et al. 2001 die etwa vier Arten der Gattung Kozlovia Lipsky:
- Kozlovia capnoides (Decne.) Spalik & S.R.Downy, (Syn.: Chaerophyllum capnoides (Decne.) Benth.[8], weiters Butinia capnoides Decne., Conopodium capnoides (Decne.) Koso-Pol., Neoconopodium capnoides (Decne.) Pimenov & Kljuykov): Die Heimat ist die Region Kaschmir.[10]
- Kozlovia laseroides (Hedge & Lamond) Spalik & S.R.Downy, (Syn.: Chaerophyllum aquilegifolium Rech. f. & Riedl[8], weiters Chaerophyllum laseroides Hege& Lamond, Neoconopodium laseroides (Hedge & Lamond) Pimenov & Kljuykov): Sie kommt in Afghanistan und Pakistan vor.
- Kozlovia longiloba (Kar. & Kir.) Spalik & S.R.Downie
- Kozlovia paleacea (Regel & Schmalh.) Lipsky